# Gogogogo
Gogogogo is een plaats en commune in het zuiden van Madagaskar, behorend tot het district Ampanihy, dat gelegen is in de regio Atsimo-Andrefana. Tijdens een volkstelling in 2001 telde de plaats 1.048 inwoners.
De plaats biedt alleen lager onderwijs aan. 60% van de bevolking werkt als landbouwer en 15% houdt zich bezig met veeteelt. Het belangrijkste landbouwproduct is maniok; andere belangrijke producten zijn pinda's, mais, zoete aardappelen en cowpeas. Verder is 25% actief in de dienstensector